# Nycticebus bengalensis
Nycticebus bengalensis — примат і вид повільних лорі, що походить з Індійського субконтиненту та Індокитаю (Бангладеш, Бутан, Камбоджа, Китай, Індія, Лаос, М'янма, Таїланд, В'єтнам). Вважався підвидом N. coucang до 2001 року, до філогенетичного аналізу. Зареєстрований на висотах від 0 до 2400 метрів. Це деревний нічний вид, який населяє тропічні вічнозелені дощові ліси, напіввічнозелені ліси та змішані листяні ліси. У В'єтнамі зустрічається лише у вторинних лісах і на узліссях первинних лісів; вид також зустрічається на сільськогосподарських полях і плантаціях. 

## Морфологічні особливості
Це найбільший вид повільних лорі, розміром від 26 до 38 см від голови до хвоста та вагою від 1 до 2,1 кг. Як і в інших повільних лорі, він має вологий ніс (рінарій), круглу голову, плоске обличчя, великі очі, малі вуха, рудиментарний хвіст і густе шерстисте хутро. Токсин, який він виділяє зі своєї плечової залози (запашної залози в його руці), хімічно відрізняється від інших повільних видів лорі та може використовуватися для передачі інформації про стать, вік, здоров'я та соціальний статус. У людей може бути алергічна реакція на токсин, оскільки він схожий за структурою на Fel-d1, також відомий як котячий алерген.

## Спосіб життя
Раціон складається з нектару, кори рослин, фруктів і дрібних безхребетних. Взимку він покладається на ексудати рослин, такі як сік і камедь дерев. До відомих хижаків бенгальських повільних лорі належать пітони (Python reticulatus), орли-яструби (Spizaetus cirrhatus) і орангутанги (Pongo pygmaeus). Екосистемна роль: розповсюджувач насіння та запилювач, а також здобич для м'ясоїдних тварин. Вид живе невеликими сімейними групами. У напівдиких умовах самиці народжують одне дитинча за раз на два роки. У неволі цей показник може бути трохи вищим. Перші три місяці матері виношують потомство, яке досягає статевої зрілості приблизно в 20 місяців. Тривалість життя цієї тварини близько 15 років (у неволі — до 20 років), а генерація 7–8 років.

## Загрози й охорона
Вид під загрозою зникнення через усе більший попит у торгівлі екзотичними домашніми тваринами та традиційній медицині. Це одна з найпоширеніших тварин, які продаються на місцевих тваринних ринках. У традиційній медицині його в основному використовують заможні жінки середнього класу. На нього також полюють заради їжі та він страждає від втрати середовища існування. Дикі популяції сильно скоротилися, і він локально вимер у кількох регіонах. Він зустрічається в багатьох заповідних територіях по всьому ареалу, але це не захищає їх від нестримного браконьєрства та незаконних рубок.